# 히로지촌
히로지촌(広路村)은 일본 아이치현 아이치군에 설치되었던 촌이다. 현재의 나고야시 쇼와구의 일부에 해당한다.